# Eriborus ricini
Eriborus ricini är en stekelart som först beskrevs av Rao och Kurian 1950.  Eriborus ricini ingår i släktet Eriborus och familjen brokparasitsteklar. Inga underarter finns listade i Catalogue of Life.